# Don’t Break My Heart (песня Vaya Con Dios)
«Don’t Break My Heart» (рус. Не разбивай мое сердце) — одиннадцатый сингл бельгийской блюз-роковой группы Vaya Con Dios.
«Don’t Break My Heart» — первый сингл с четвёртого студийного альбома 1995 года Roots and Wings. Песня была выпущена в 1995 году на лейбле Ariola Records, в формате CD-сингл.
Композиция записана в стиле софт-рок. Также на сингле присутствует песня «Movin’ On», она находится на стороне «Б», а также в альбоме Roots and Wings.

## Список композиций
1. «Don’t Break My Heart» (Single Version) — 3:44
2. «Movin’ On» — 3:30

## Чарты
| Чарт                                    | Наивысшая позиция |
| --------------------------------------- | ----------------- |
| Бельгийский чарт Ultratop 50 (Фландрия) | 6                 |
| Бельгийский чарт Ultratop 50 (Валлония) | 8                 |
| Датский топ-100 (синглы)                | 28                |

## Участники записи
- Дани Кляйн — вокал, композитор
- Джеймс Ти Слэтер, Люк Вейссер, Вилли Ламбрегт — композиторы
- Филиппе Аллаерт — продюсер
- Марк Девос — обложка сингла